# Christopher Bollen
Pour les articles homonymes, voir Bollen.
Œuvres principales
- Long Island

Christopher Bollen, né le 26 novembre 1975 à Cincinnati dans l'Ohio, est un écrivain américain.

## Biographie
Il passe son enfance dans sa ville natale de Cincinnati.
Inscrit à l'université Columbia, il obtient son diplôme Phi Beta Kappa en 1998.
Rédacteur en chef du magazine V et, du début de 2008 à la mi-2009, du magazine Interview, il a également publié des articles sur la culture et la littérature dans Artforum et The New York Times.
Son premier roman, Manhattan people (Lightning People), paru en 2011, est une évocation du centre-ville de New York en 2007.
Long Island (Orient), son deuxième roman, paru en 2015, est un thriller qui se déroule à Orient (New York), à la pointe de la fourche nord de Long Island.
Son quatrième roman, Un si joli crime (A Beautiful Crime), publié en 2020, est un roman policier où deux jeunes hommes homosexuels sont impliqués dans un cambriolage à Venise, en Italie.

## Œuvres

### Romans
- Manhattan people, Calmann-Lévy, 2016 ((en) Lightning People, Soft Skull Press, 2011), trad. Nathalie Peronny, 544 p.  (ISBN 978-2-702-15888-3)
- Long Island, Calmann-Lévy, 2017 ((en) Orient, HarperCollins, 2015), trad. Nathalie Peronny, 680 p.  (ISBN 978-2-702-15889-0)
- Beau Ravage, 2018 ((en) The Destroyers, HarperCollins, 2017), trad. Nathalie Peronny, 544 p.  (ISBN 978-2-702-16166-1)
- Un si joli crime, Calmann-Lévy, 2020 ((en) A Beautiful Crime, HarperCollins, 2020), trad. Philippe Loubat-Delranc, 384 p.  (ISBN 978-2-702-16888-2)
- Le Disparu du Caire, Calmann-Lévy, 2024 ((en) The Lost Americans, HarperCollins, 2023)
- (en) Havoc, HarperCollins, 2024

## Distinctions
- Prix Bad Sex in Fiction Award, 2017, Litterary Review
- Prix Fitzgerald 2018